# SketchUp (Software)
SketchUp ist eine Software zur Erstellung von dreidimensionalen Modellen. Der Name spielt wegen der schnellen Arbeitsweise auf die Handskizze an.

## Geschichte
SketchUp wurde von dem Unternehmen „@Last Software“ für den Architekturbereich erstellt und im August 2000 für Windows veröffentlicht. Im März 2006 wurde das Unternehmen von Google gekauft. Google wollte mit SketchUp das effiziente Erstellen von Gebäudemodellen für Google Earth fördern und bot eine funktional reduzierte Version kostenfrei an. Google brachte die Versionsnummern 6 (2007), 7 (2008) und 8 (2010) heraus.
Im April 2012 kaufte Trimble Navigation SketchUp von Google. Google benötigte die Modelliersoftware nicht mehr, weil die 3D-Erstellung auf Photogrammetrie umgestellt worden war. Bis Oktober 2013 konnten erstellte Modelle noch zu Google Earth hochgeladen werden.
Im Mai 2013 erschien Sketchup 2013, der jährlich Versionen folgten.

## Einsatzbereich

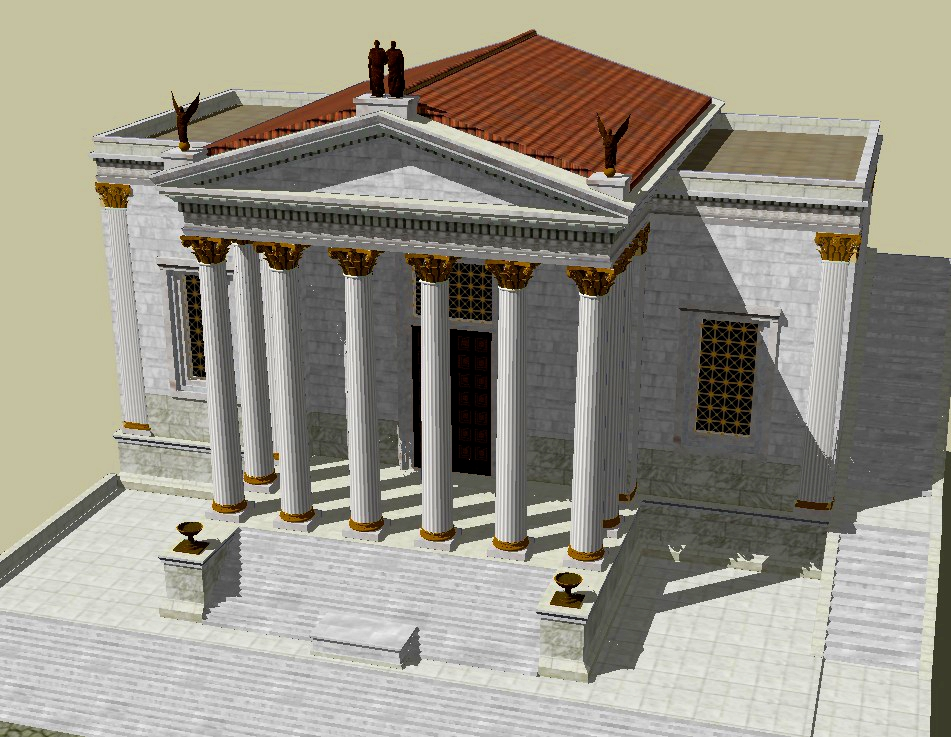
SketchUp-Modell

Der Einsatzbereich reicht von Gebäudemodellen über erste Entwurfsmodelle von Architekten zur Architekturdarstellung bis hin zur Illustration und Produktdesign.
Die freie SketchUp-Version (nur als Browser-Version) ist für den nicht kommerziellen Einsatz für Privatanwender kostenlos verfügbar, die kommerzielle Pro-Version beinhaltet erweiterte Funktionen wie konfigurierbare Linienstile, Terrainmodellierung, erweiterte Volumenwerkzeuge, hochauflösende Rasterschnittstellen und zusätzliche Schnittstellen für einen Datenaustausch mit CAD-Systemen. SketchUp ist auch für Bühnenbild- und Leveldesign (Flugsimulationen bzw. 3D-Spiele) geeignet. Mit entsprechenden Plug-ins können Modelle auch in diverse von Spiel-Engines unterstützte Formate konvertiert werden. Allerdings kann SketchUp als Drahtgittermodellierer keinen vollwertigen 3D-Modellierer ersetzen, da wichtige Funktionen für die Gestaltung komplexer Freiformflächen und Volumenkörpern oder eine Konstruktionshistorie fehlen.

## Beschreibung
Besondere Merkmale sind:

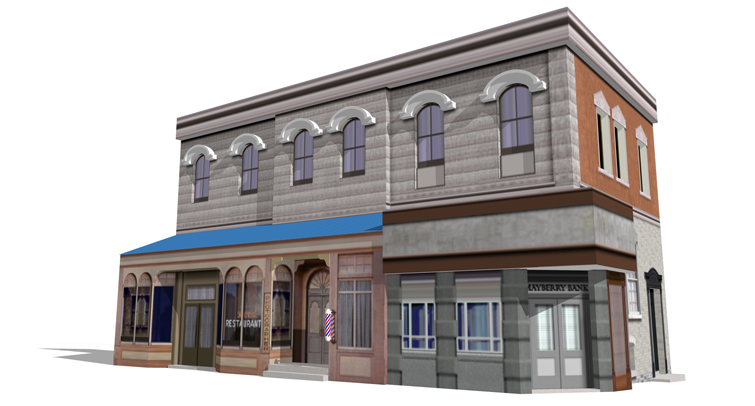
SketchUp-Modell

- eine besonders einfache und patentierte Extrusionsfunktion,
- eine an Bleistiftskizzen orientierte Optik,
- die Möglichkeit, eigene Bilder in das Programm einzufügen, die zum Beispiel an die Wand eines Gebäudes gepinnt werden können
- die Skriptfähigkeit mittels Ruby,
- Schattenstudien,
- die Import- und Exportfunktionen zu Google Earth (.kmz) und zu Collada (.dae)
- in der Pro Version weitere Exportformate:

  - 3D-Formate: 3DS (.3ds), AutoCAD DWG (.dwg), AutoCAD DXF (.dxf), Google Earth (.fbx), (.obj), VRML (.wrl), XSI (.sxi)
  - 2D-Formate: Portable Document Format (.pdf), Encapsulated PostScript (.eps), Windows Bitmap (.bmp), JPEG (.jpg), Tagged Image File Format (.tif), Portable Network Graphics (.png), Piranesi Epix (.epx), AutoCAD DWG (.dwg), AutoCAD DXF (.dxf)
Einschränkung: Beim Export als PDF- oder EPS-Datei werden transparente Flächen undurchsichtig dargestellt und Schattenwürfe von Objekten nicht exportiert.

## Erweiterungen

### SketchUp Pro
SketchUp Pro beinhaltet die Programme LayOut und Style Builder und ist als Miet-Version (Abonnement) mit einer Laufzeit von 1 Jahr für netto 349 US-Dollar (319 Euro) inklusive Wartung und Support erhältlich. Die Demoversion von SketchUp Pro läuft 30 Tage und erfordert dann den Erwerb einer Lizenz. Die für einen nicht-kommerziellen Einsatz verfügbare SketchUp Make-Version (2017 eingestellt) läuft 30 Tage mit dem vollen Funktionsumfang der SketchUp Pro-Version und danach mit reduziertem Funktionsumfang weiter.

### LayOut
LayOut ist Bestandteil der kostenpflichtigen SketchUp Pro-Version. Mit LayOut können zum Beispiel Grundrisse für Gebäude auf Karten erstellt und ausgedruckt werden. Die Idee erinnert an Präsentationsprogramme wie z. B. PowerPoint der Firma Microsoft.

### Style Builder
Mit dem Style Builder können benutzerdefinierte Linienstile selbst definiert und dem Modell zugewiesen werden; es stehen diverse vordefinierte Stil-Definitionen zur Verfügung. Dazu gehören auch strichlierte Varianten, bei denen Zeichnungen wie von Hand gezeichnet aussehen.

Exportbeispiele mit einem Rhomboederstumpf
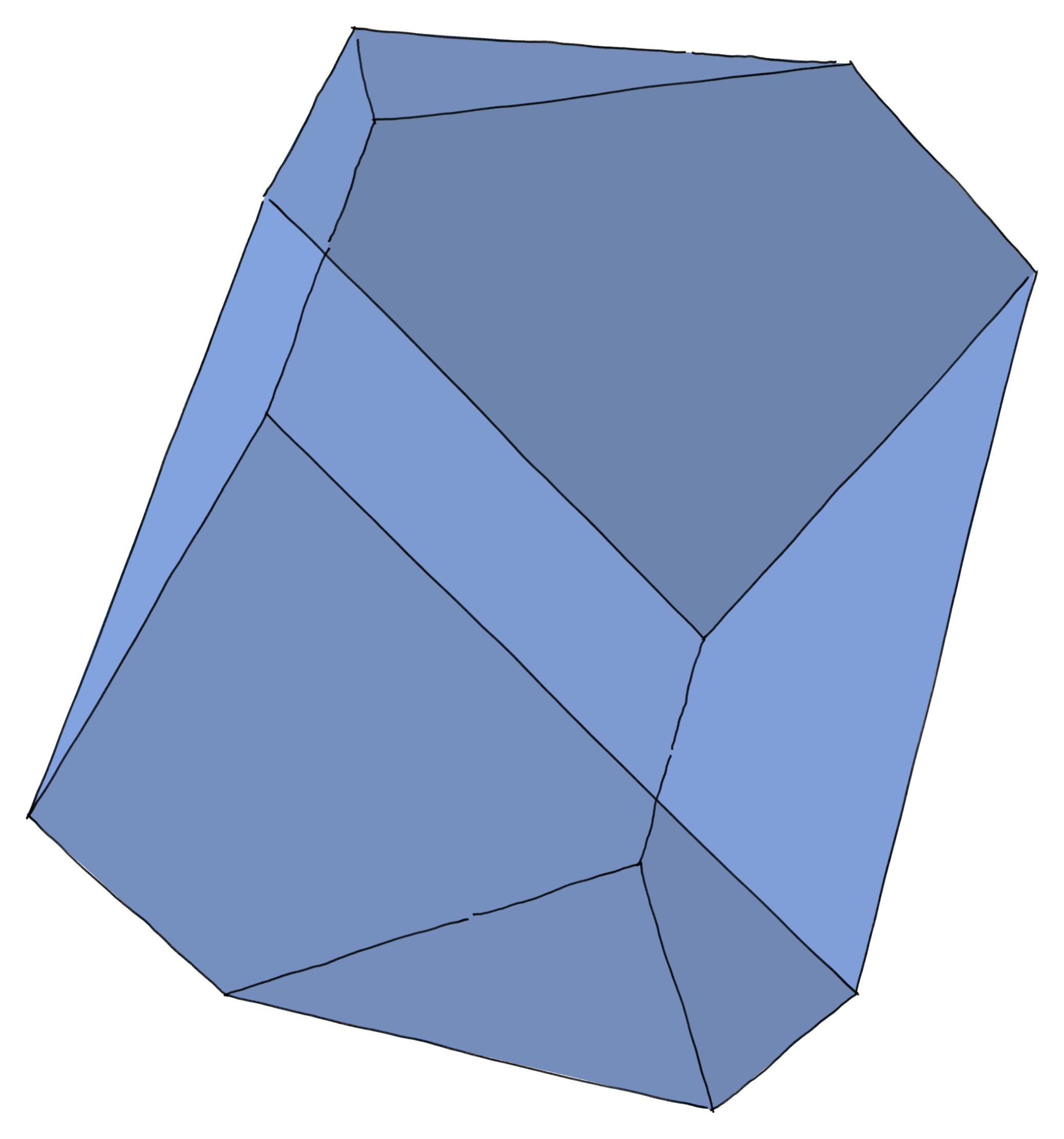
PNG-Datei, transparent, Kanten in einem Freihandstil
PDF-Datei mit Inkscape nach SVG konvertiert, massiv
PDF-Datei mit Inkscape nach SVG konvertiert, Drahtgittermodell